# Liste der Gerichte im Fürstentum Hohenzollern-Sigmaringen
Diese Liste nennt die Gerichte im Fürstentum Hohenzollern-Sigmaringen.

## Gerichte
Oberstes Gericht in Hohenzollern-Sigmaringen war zunächst die Landesregierung. Im April 1821 wurde hierfür das Hofgericht Sigmaringen geschaffen, dieses war bis 1849 jedoch noch personell mit der Landesregierung verbunden. Die Trennung der Rechtsprechung von der Verwaltung war daher nicht gegeben.
Darüber stand zunächst das großherzoglich hessische Oberappellationsgericht Darmstadt, dass per Staatsvertrag vom 20. März 1818 diese Funktion übertragen bekommen hatte. Mit Staatsvertrag vom 26. Juni 1824 übernahm stattdessen das Obertribunal Stuttgart die Rolle des Oberappellationsgerichtes.
Eingangsgerichte waren primär die Oberämter und Städte:
| Gericht                       | Sitz           | Anmerkungen                                                            |
| ----------------------------- | -------------- | ---------------------------------------------------------------------- |
| Obervogteiamt Achberg         | Achberg        |                                                                        |
| Obervogteiamt Beuron          | Beuron         | am 10. März 1830 aufgelöst und zum Oberamt Wald                        |
| Oberamt Glatt                 | Glatt          |                                                                        |
| Oberamt Haigerloch            | Haigerloch     |                                                                        |
| Obervogteiamt Hohenfels       | Hohenfels      | am 16. April 1822 aufgelöst und zum Oberamt Wald                       |
| Oberamt Sigmaringen           | Sigmaringen    |                                                                        |
| Oberamt Wald                  | Wald           |                                                                        |
| Patrimonialamt Ostrach        | Ostrach        | Thurn und Taxis                                                        |
| Patrimonialamt Straßberg      | Straßberg      | Thurn und Taxis; wurde am 13. Januar 1837 zum landesherrlichen Oberamt |
| Patrimonialamt Jungnau        | Jungnau        | Fürstenberg                                                            |
| Patrimonialamt Trochtelfingen | Trochtelfingen | Fürstenberg                                                            |
| Patrimonialamt Gammertingen   | Gammertingen   | von Speth; wurde am 15. Juni 1827 zum landesherrlichen Oberamt         |
| Stadtgericht Gammertingen     | Gammertingen   |                                                                        |
| Stadtgericht Haigerloch       | Haigerloch     |                                                                        |
| Stadtgericht Hettingen        | Hettingen      |                                                                        |
| Stadtgericht Sigmaringen      | Sigmaringen    |                                                                        |
| Stadtgericht Trochtelfingen   | Trochtelfingen |                                                                        |
| Stadtgericht Böhringen        | Böhringen      |                                                                        |

Daneben bestand das Militärgericht in Sigmaringen und die Forstgerichte, die Forstfrevel aburteilten.
Mit der Auflösung des Fürstentums und der Angliederung an Preußen als Hohenzollernsche Lande wurde auch die Gerichtsorganisation angepasst. Zum 1. Januar 1852 wurde ein königlich preußisches Kreisgericht, das Kreisgericht Hechingen eingerichtet. Gleichzeitig wurden Kreisgerichtskommissionen in Gammertingen, Sigmaringen und Wald eingerichtet. Zum 1. September 1854 wurden zusätzlich Kreisgerichtskommissionen in Glatt und Haigerloch eingerichtet.
Nun ging der Instanzenzug zum Appellationsgericht Arnsberg und zum Obertribunal Berlin.